# کشیدن یک گوزن مرده به بالای تپه
کشیدن یک گوزن مرده به بالای تپه (به انگلیسی: Dragging a Dead Deer Up a Hill) پنجمین آلبوم استودیویی از موسیقی‌دان آمریکایی لیز هریس می‌باشد که تحت نام هنری گروپر منتشر شده‌است. این آلبوم در ۱۰ ژوئن سال ۲۰۰۸ منتشر گردید و بعدها در سال ۲۰۱۳ همراه با مردی که در قایقش مرد مجدداً از سوی کرانکی منتشر گردید.

## جلد
عکس روی جلد کودکی لیز هریس می‌باشد که توسط مادر وی گرفته شده‌است.